# Jizzax
Jizzax (altresì chiamata Djizzak, Djizak e Джизак) è una città uzbeca capoluogo dell'omonima regione, a nord ovest di Samarcanda.

## Geografia fisica
L'insediamento è situato a un'altezza di 378 metri, sul limitare della steppa e vicino allo strategico passo di Jilanuti (soprannominato Porta di Tamerlano) nei monti Turkistan, e controlla l'accesso alla valle di Zeravshan, Samarcanda e Bukhara.

## Storia
Il toponimo Jizzax, deriva dalla parola sogdiana per "fortino" e la città attuale è costruita sul sito di un'antica città sogdiana, che apparteneva alla regione iranica di Ushrusana.
Dopo la conquista araba della Sogdiana, Jizzax servì come città sede di mercato tra i predoni nomadi e gli agricoltori stanziali, gli arabi costruirono una serie di rabat (fortini), i quali ospitavano dei guerrieri ghazi preposti alla protezione della popolazione. I fortini vennero successivamente usati anche nel XIX secolo dall'Emirato di Bukhara contro il quale si scontrò il generale russo Chernaiev, soprannominato il “Leone di Taskent”; Chernaiev fallì la prima volta che cercò di espugnare Jizzax, ma ebbe successo al secondo tentativo, perdendo solo sei uomini, contro i 6000 caduti da parte dei difensori. Alla fine della battaglia la città vecchia venne in gran parte distrutta, gli abitanti sopravvissuti furono scacciati e al loro posto vennero insediati coloni russi.
Nel 1916, Jizzax fu il centro di una rivolta anti-russa, che venne rapidamente repressa; l'anno dopo venne alla luce Sharof Rashidov, futuro segretario del partito comunista uzbeko, che ebbe un ruolo fondamentale nella gestione amministrativa della città.
Jizzax al giorno d'oggi è una tranquilla cittadina di 126 400 abitanti nella quale è rimasto poco o nulla dell'era prerivoluzionaria.
La città ospita due università, con un totale di circa 7000 studenti ed è sede di una squadra calcistica, la Sogdiana Jizzax, che ha militato nella Oliy Liga, massima serie del campionato uzbeco.